# 朱塞佩·阿尔钦博托

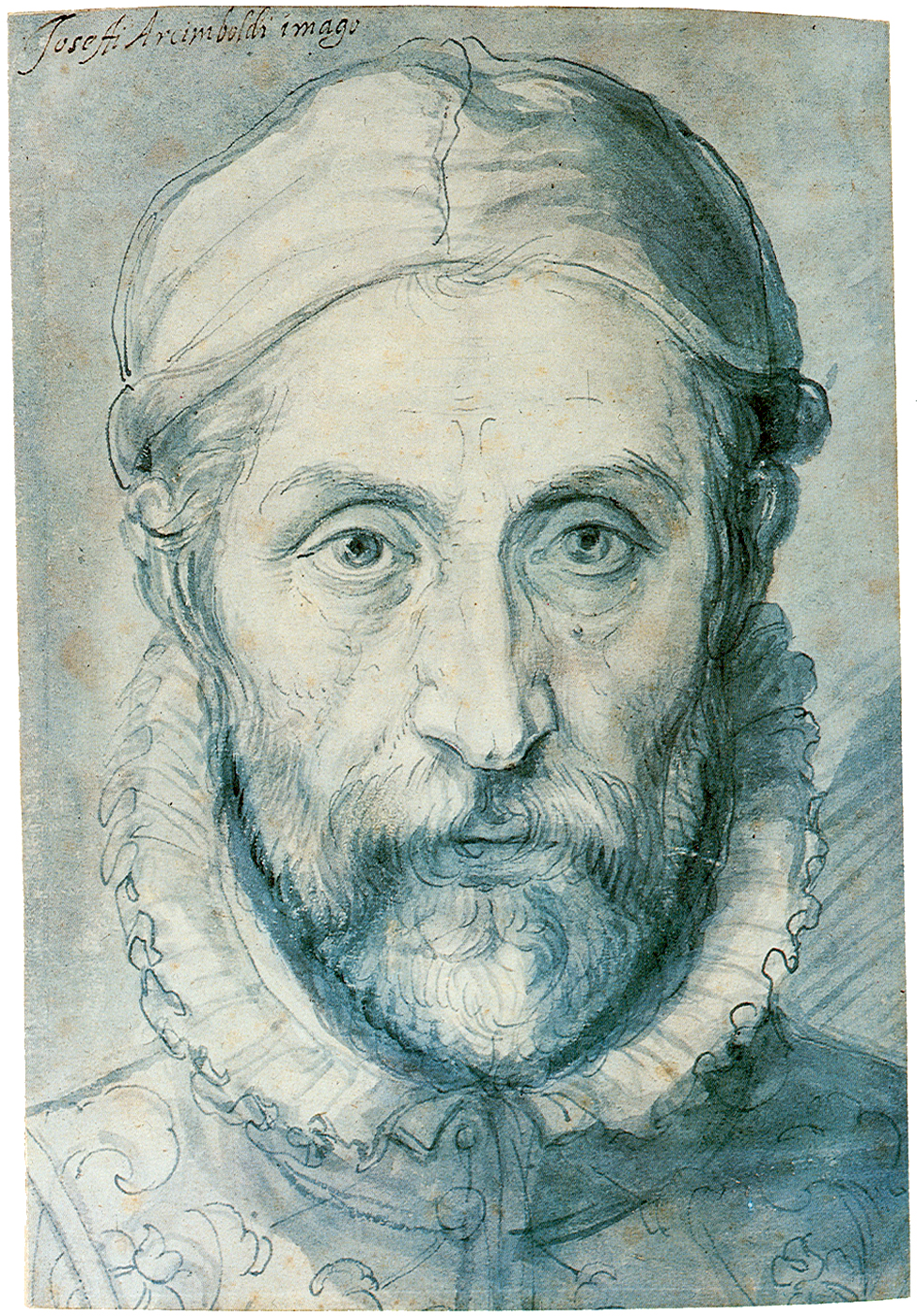
自画像

朱塞佩·阿尔钦博托（義大利語：Giuseppe Arcimboldo，1527年—1593年7月11日）是意大利文艺复兴时期著名肖像画家，他的作品包括挂毯设计和彩色玻璃装饰设计，他的作品特点是用水果、蔬菜、花、书、鱼等各种物体来堆砌成人物的肖像。

## 生平

鲁道夫二世肖像

阿尔钦博托出生于米兰，父亲也是一位画家，曾经为米兰大教堂工作，1549年，阿尔钦博托也受米兰大教堂的委托设计过镶嵌玻璃窗。1562年，他到维也纳成为神圣罗马帝国皇帝斐迪南一世的宫廷画家，后来到布拉格成为马克西米连二世和他的儿子鲁道夫二世的宫廷画家，从1570年到1573年，他接受萨克森国王奥古斯都的委托，为国王的宫殿画了《四季》。
阿尔钦博托的传统作品并不引人注目，但他的肖像画，独出心裁地将人的头部用蔬菜、水果、树、根等堆砌，引起当时人的极大兴趣，在现代也同样是异想天开的，现代艺术评论也在争论他的作品究竟是独创还是因为他神经不正常造成的，但大家公认他的作品是文艺复兴时期最有魅力，迷一样的绘画，可能他是在迎合当时人们追求新奇的审美情趣。
他退休后回到米兰，被当时人们赞誉为伟大的肖像画家，并被后来画家模仿，他在米兰逝世。
1648年，三十年战争期间，瑞典军队侵入布拉格，将鲁道夫二世的收藏劫掠走，所以现在阿尔钦博托的作品主要收藏在意大利、瑞典和维也纳的博物馆中，卢浮宫和美国的博物馆中也有他的作品收藏。

## 影响
阿尔钦博托的作品在20世纪初对超现实主义画家，如达利等人影响很大，1987年在维也纳举办了一次《阿尔钦博托效应》的展览，展出了一些受到他影响的画家作品。

## 作品画廊

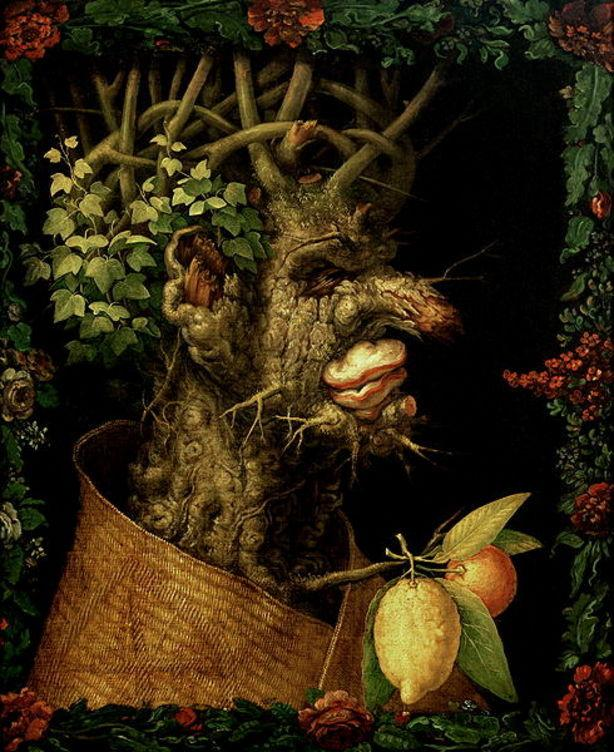
《冬季》1573年
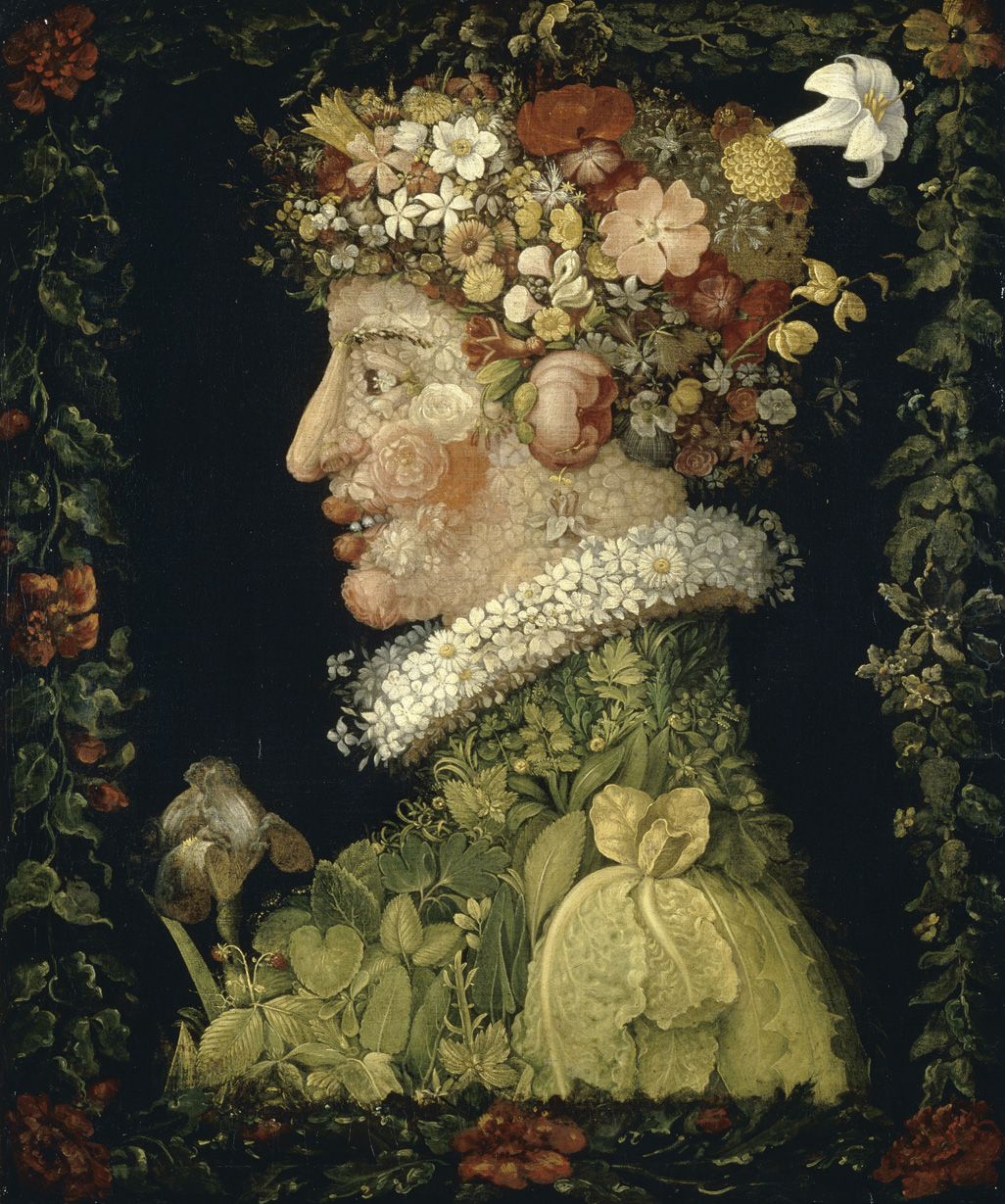
《春季》1573年
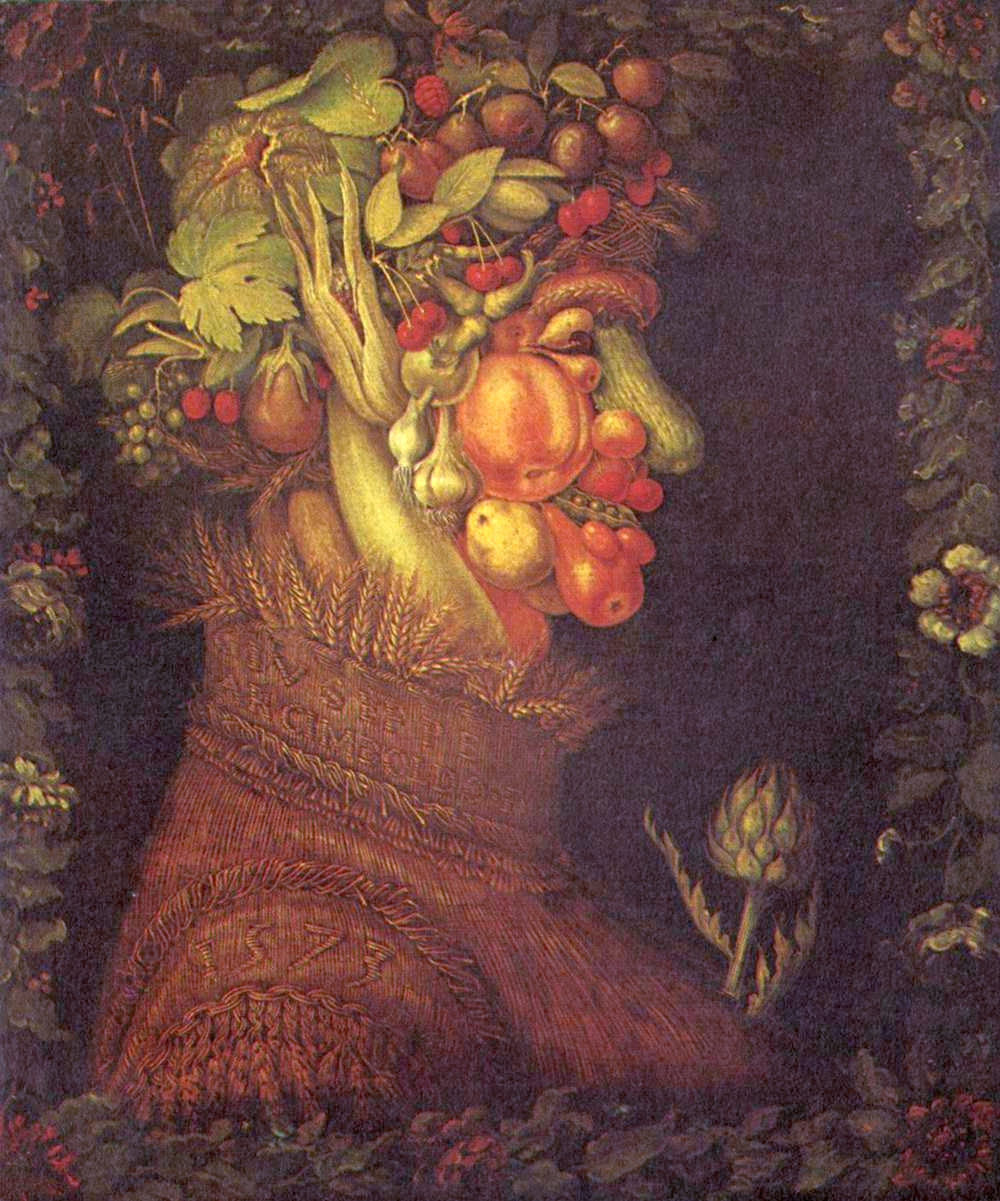
《夏季》1573年
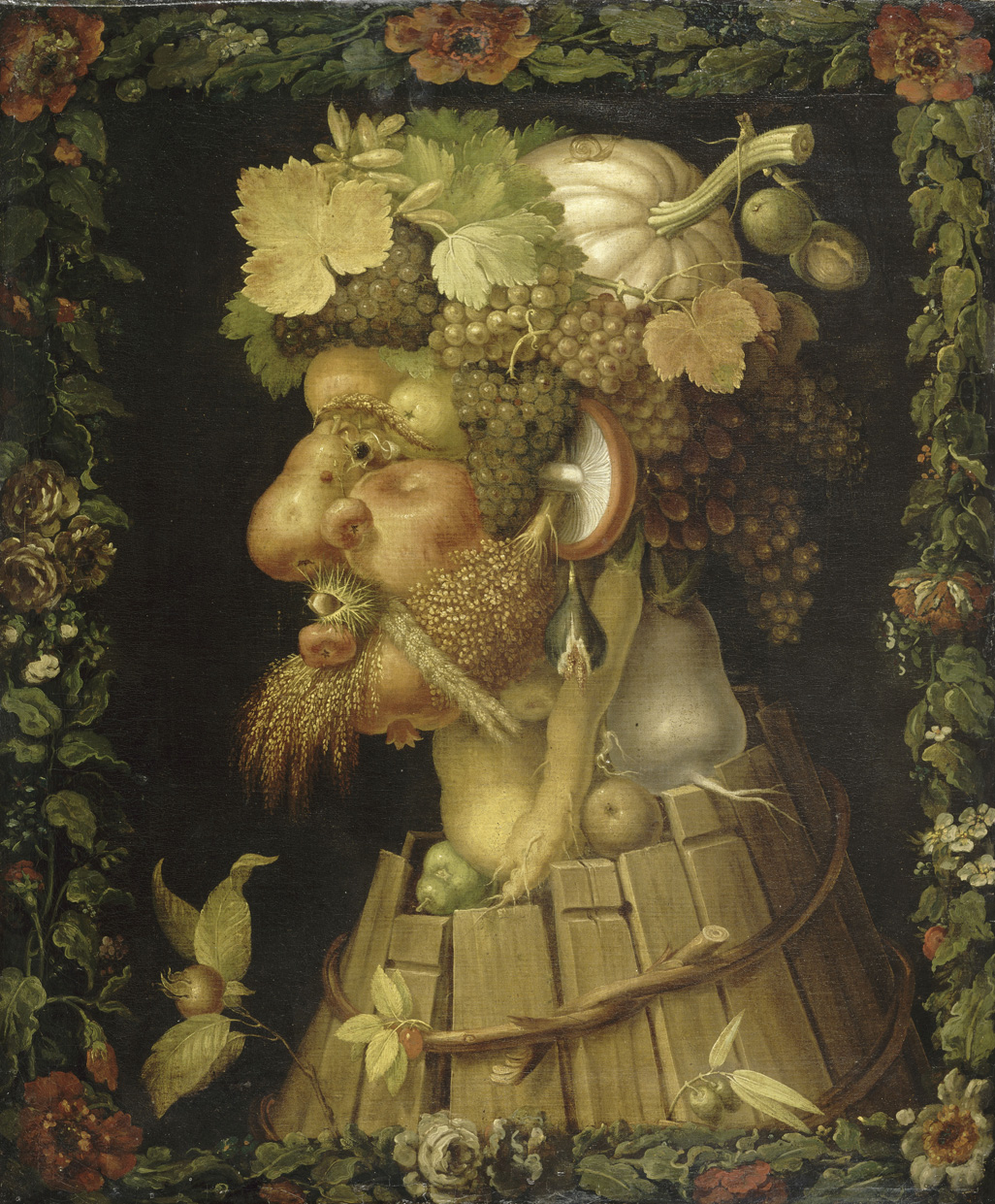
《秋季》1573年
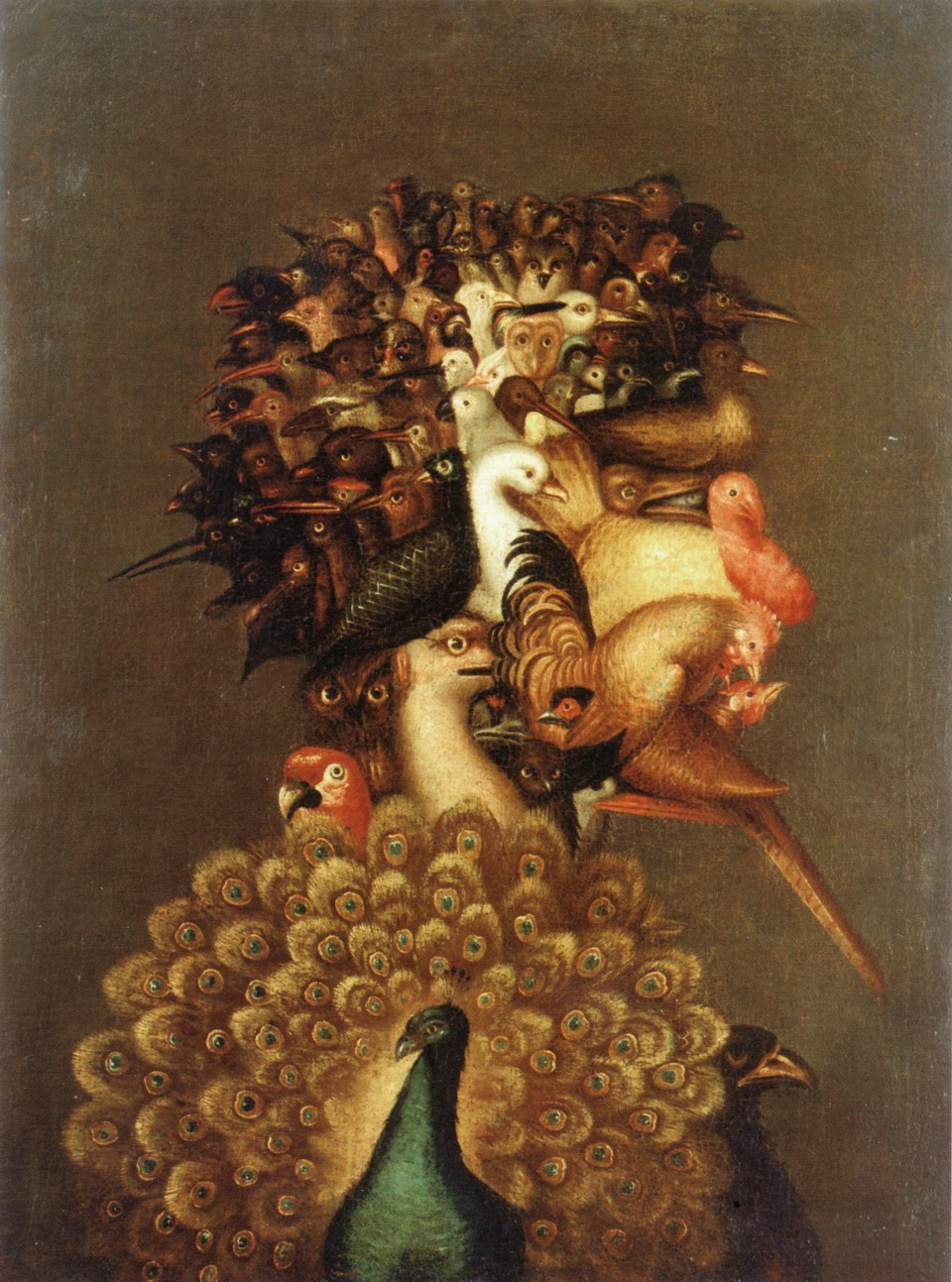
《气》
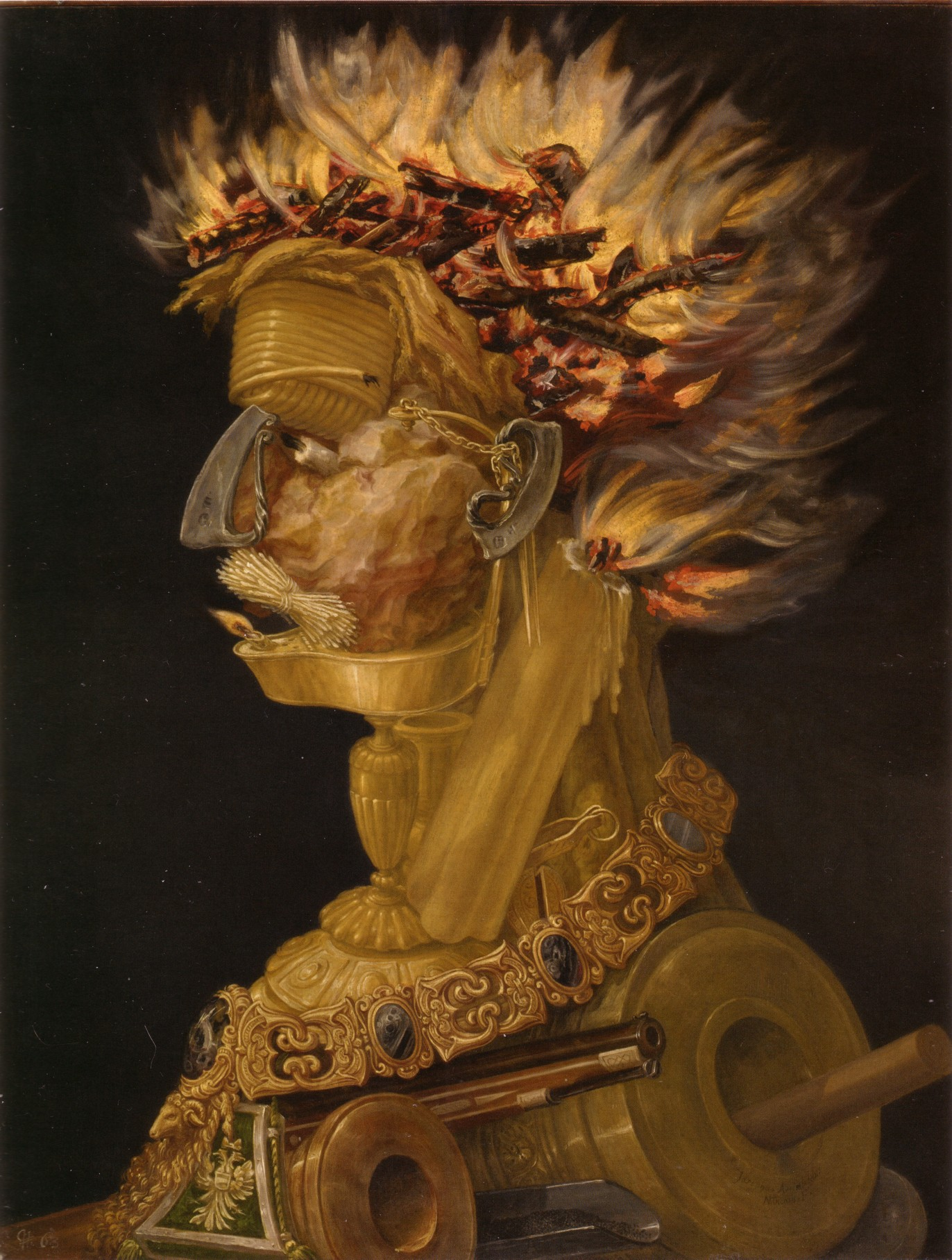
《火》
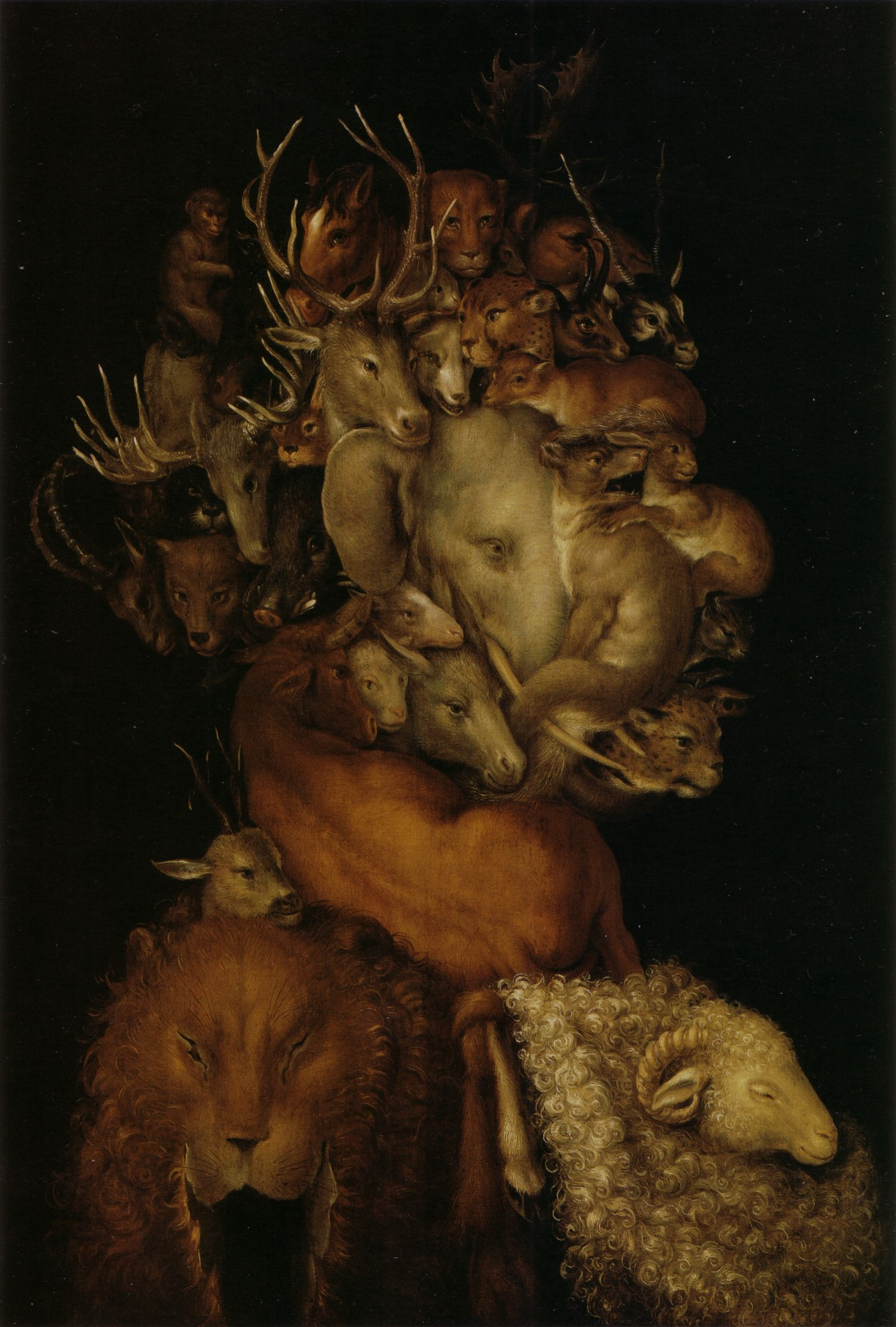
《土》
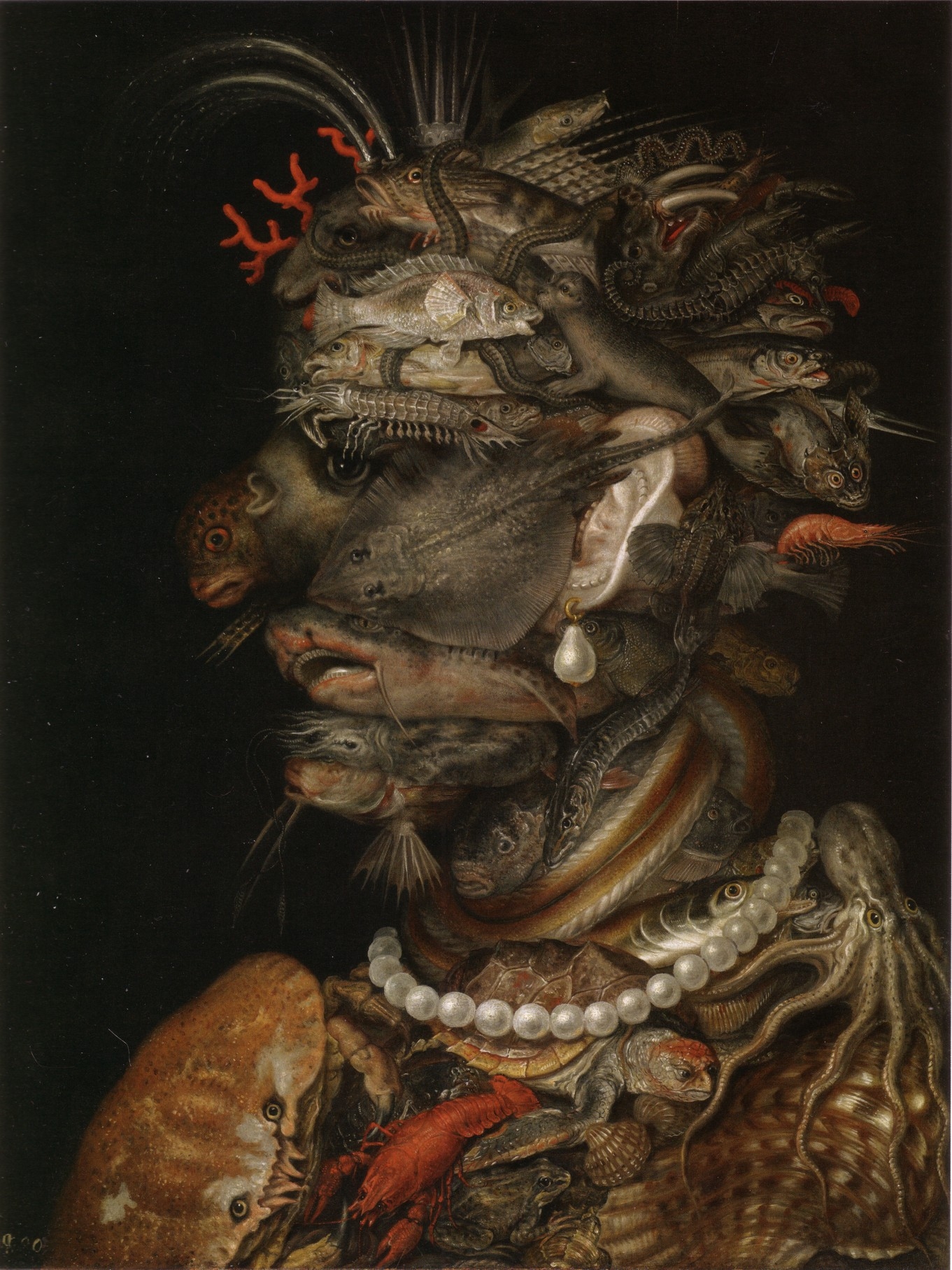
《水》
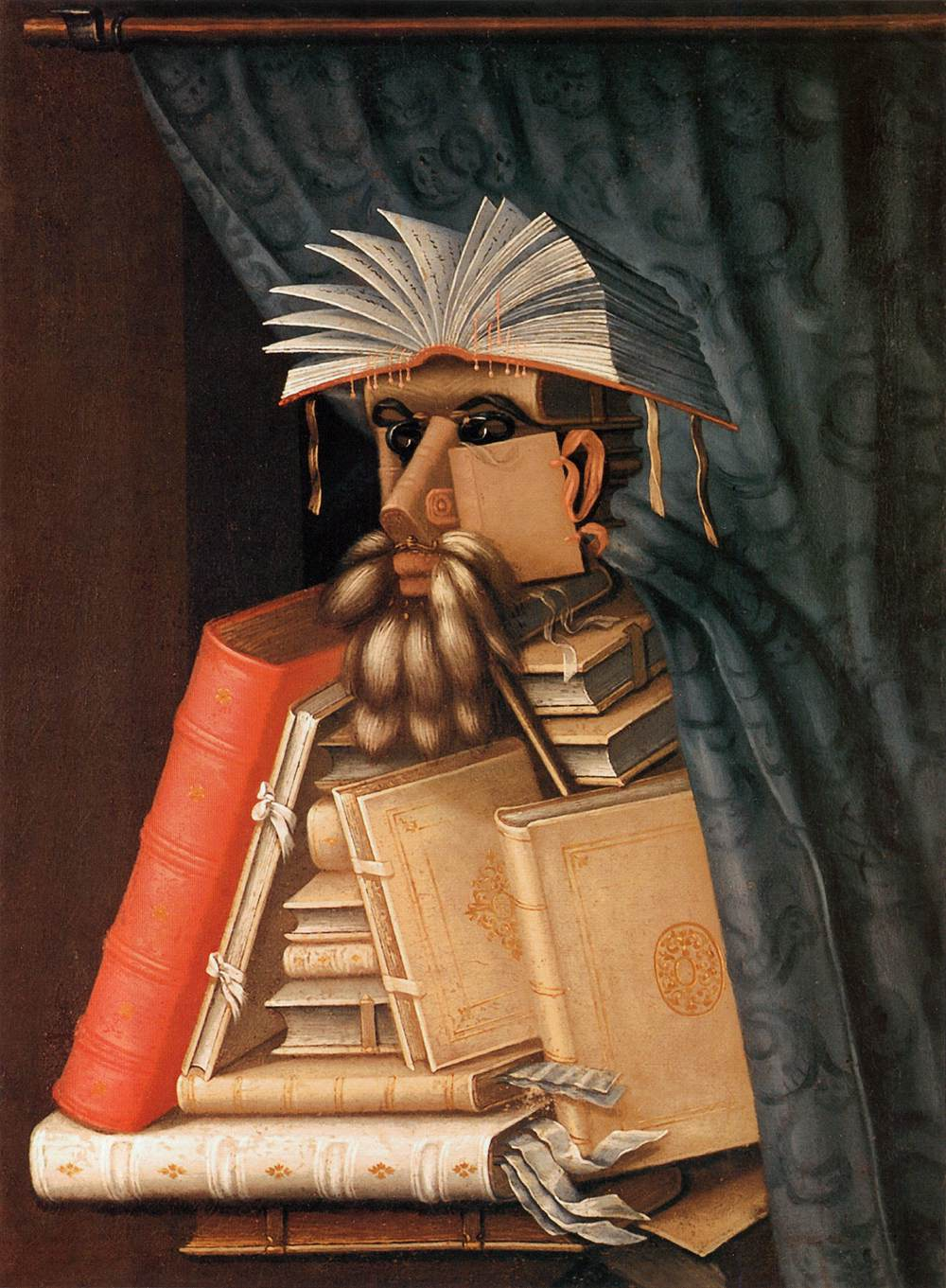
《图书馆员》1556年
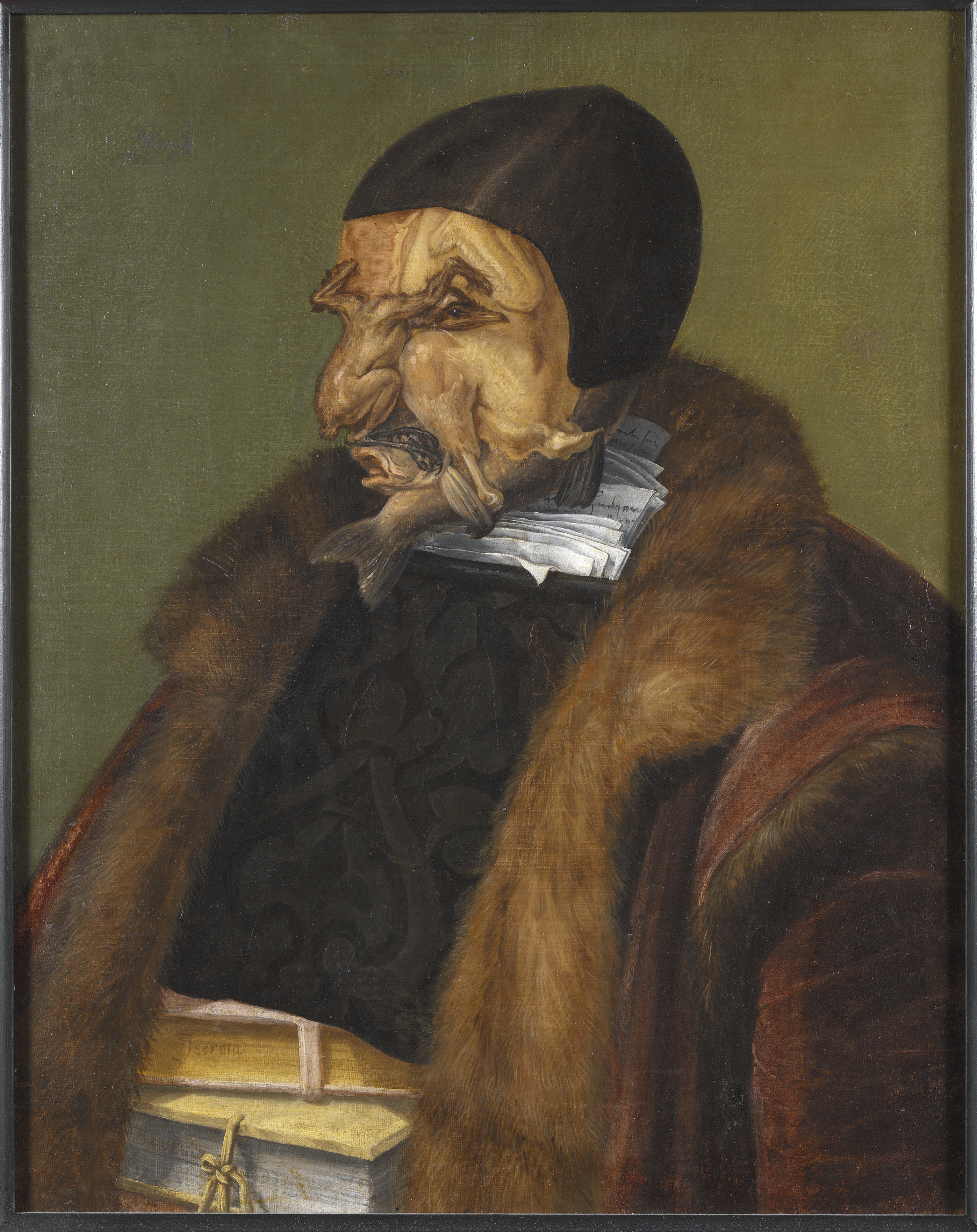
《律師》